# Paralecta
Paralecta is een geslacht van vlinders van de familie sikkelmotten (Oecophoridae), uit de onderfamilie Xyloryctinae.

## Soorten
- P. acutangula Diakonoff, 1954
- P. amplificata Meyrick, 1925
- P. antistola Meyrick, 1930
- P. cerocrossa Meyrick, 1928
- P. conflata Diakonoff, 1954
- P. chalarodes Meyrick, 1925
- P. electrophanes Meyrick, 1930
- P. hexagona Diakonoff, 1954
- P. iocapna Meyrick, 1925
- P. isopela Meyrick, 1925
- P. moligera Meyrick, 1914
- P. nephelodelta Meyrick, 1930
- P. rhodometallica Diakonoff, 1954
- P. tinctoria (Lucas, 1893)
- P. vadosa Meyrick, 1925